# 费马大定理
費馬大定理（亦名费马最後定理），其概要為：
当整數{\displaystyle n>2}时，关于{\displaystyle x}, {\displaystyle y}, {\displaystyle z}的不定方程
{\displaystyle x^{n}+y^{n}=z^{n}}
無正整數解。
以上陳述由17世纪法国数学家费马提出，被稱為「费马猜想」，直到英國數學家安德魯·懷爾斯及其學生理查·泰勒於1995年將他們的證明出版後，才稱為「費馬最后定理」。這個猜想最初出現費馬的《頁邊筆記》中。儘管費馬表明他已找到一個精妙的證明而頁邊没有足夠的空位寫下，但仍然經過數學家們三個多世紀的努力，猜想才變成定理。在衝擊這個数论世紀难题的過程中，無論是不完全的還是最後完整的證明，都給數學界帶來很大的影響；很多的數學結果、甚至數學分支在這個過程中誕生，包括代數幾何中的橢圓曲線和模形式，以及伽羅瓦理論和赫克代數等。這也令人懷疑當初費馬是否真的找到正確證明。而安德魯·懷爾斯由於成功證明此定理，獲得包括邵逸夫獎在内的数十个奖项。

## 歷史

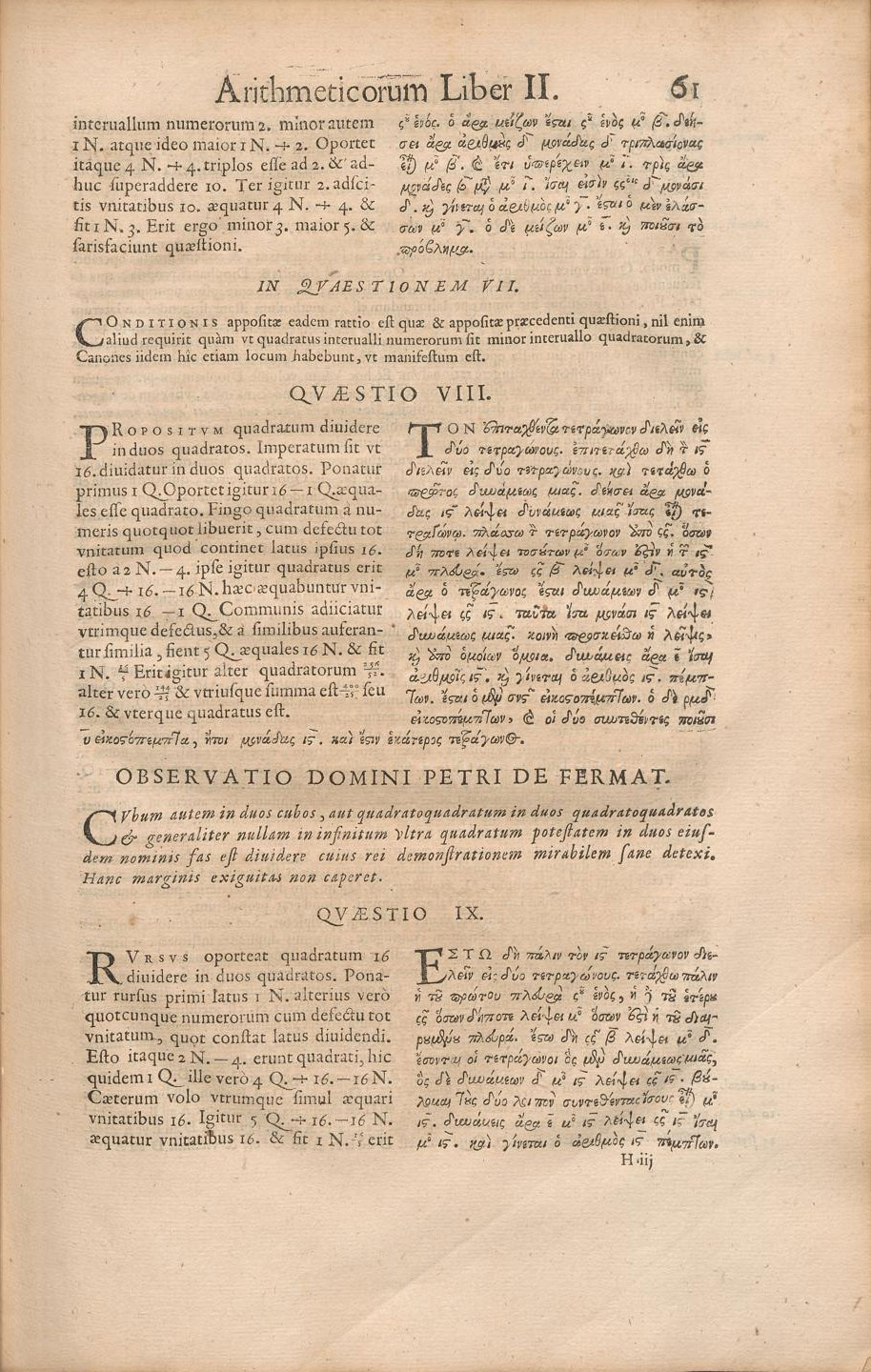
丢番圖拉丁文譯本第11卷第8命题

1637年，费马在阅读丢番图《算术》拉丁文译本时，曾在第11卷第8命题旁写道：
|  | 将一个立方数分成两个立方数之和，或一个四次幂分成两个四次幂之和，或者一般地将一个高于二次的幂分成两个同次幂之和，这是不可能的。关于此，我确信我发现一种美妙的证法，可惜这里的空白處太小，写不下。 |

畢竟費馬沒有寫下证明，而他的其它猜想對數學貢獻良多，由此激发许多数学家对这一猜想的兴趣。数学家们的有关工作丰富数论的内容，推动数论的发展。
欧拉在1770年的时候，证明{\displaystyle n=3}时定理成立。1825年，高斯和热尔曼同时独立证明费马定理5次幂。费马大定理提出之后的二百年內，對很多不同的特定的{\displaystyle n}，費馬大定理被證明。但对于一般情況，人们仍一籌莫展。
1908年，德国人「保羅·弗里德里希·沃爾夫斯凱爾」宣布以10万馬克作为奖金奖给在他逝世後一百年內，第一个证明该定理的人，吸引不少人嘗試並遞交他們的「證明」。在一戰之後，馬克大幅貶值，該奖金的吸引力也大幅下降。1983年，格尔德·法尔廷斯證明莫德尔猜想。作为推论，对于给定的整数{\displaystyle n>2}，至多存在有限组互素的{\displaystyle a,b,c}使得{\displaystyle a^{n}+b^{n}=c^{n}}。1986年，格哈德·弗賴（Gerhard Frey）提出“ε-猜想”：若存在{\displaystyle a,b,c}使得{\displaystyle a^{n}+b^{n}=c^{n}}，即如果費馬大定理是錯的，則橢圓曲線:{\displaystyle y^{2}=x\left(x-a^{n}\right)\left(x+b^{n}\right)}會是谷山-志村猜想的一個反例。格哈德·弗賴的猜想隨即被肯尼斯·阿蘭·黎貝證實。此猜想顯示費馬大定理与橢圓曲線及模形式的密切關係。
1995年，安德鲁·怀尔斯和理查·泰勒在一特例範圍内證明谷山志村猜想，弗賴的橢圓曲線剛好在這一特例範圍内，從而證明費馬大定理。
懷爾斯證明費馬大定理的過程亦甚具戲劇性。他用七年時間，在不為人知的情況下，得出證明的大部分；然後於1993年6月在一個學術會議上宣佈他的證明，並瞬即成為世界頭條。但在審查證明的過程中，專家發現一個極為嚴重的錯誤。懷爾斯和泰勒之後用近一年時間嘗試補救，終在1994年9月以一個之前懷爾斯拋棄過的方法得到成功，這部分的證明與岩澤理論有關。他們的證明刊在1995年的《数学年刊》（Annals of Mathematics）之上。
在怀尔斯证明之前，沃爾夫斯凱爾委員會（Wolfskehl committee）收到数千个不正确的证明，所有纸张叠加达到约10英尺（3米）的高度（p. 295）。仅在第一年（1907—1908年）就提出621個证明，但到了20世纪70年代，各家證明方法的提出已經降至每個月大约3-4個。根据沃爾夫斯凱爾委員會评论家施里希廷（F. Schlichting）的说法，大多数证明都是基于学校教授的基本方法，并且提交证明的人大多“有技术教育但职业生涯失败”（pp. 120–125、131–133、295–296）。用数学历史学家霍华德·伊夫斯的话来说，“费马大定理在数学里有一个特殊的现象，即在于它是错误证明数量最多的数学题。”

### 書籍
- Singh, Simon. . New York: Walker. 1997. ISBN 0-8027-1331-9.
- Aczel, Amir. . New York: Four Walls Eight Windows. 1996. ISBN 978-1-56858-077-7.

### 論文
- Andrew Wiles.  (PDF). Annals of Mathematics 141. 1995: 443–551. （原始内容 (PDF)存档于2011-05-10）.
- R.Taylor; A.Wiles. . Annals of Mathematics 141. 1995: 553–572. （原始内容存档于2004-12-04）.
- Gerd Faltings.  (PDF). Notices of the AMS. 1995-07. （原始内容存档 (PDF)于2019-09-12）.
- Charles Daney. . （原始内容存档于2004-08-03）.
- J J O'Connor; E F Robertson. . （原始内容存档于2001-08-04）. The history of the problem.
- David Shay. . （原始内容存档于2007-02-02）. The story and the history of the problem.